# Banque Générale Hongroise de Crédit
 (février 2025).
La Banque Générale Hongroise de Crédit (en hongrois Magyar Általános Hitelbank, MÁH, en allemand : Ungarische Allgemeine Kreditbank ou simplement Creditbank)
était une banque importante en Hongrie, depuis sa création en 1867 par la famille Rothschild jusqu'à sa nationalisation en 1948.